# Bataille de Poljana
Campagne des Balkans,
Seconde Guerre mondiale
Batailles
- Invasion de l'Albanie
- Guerre italo-grecque
- Invasion de la Yougoslavie
- Opération Châtiment
- Bataille de Grèce
- Opération Abstention
- Bataille de Crète
- Campagne de la mer Noire

La bataille de Poljana a lieu du 14 au 15 mai 1945 et constitue le dernier combat de la Seconde Guerre mondiale en Europe, huit jours après la capitulation nazie. Poljana, près du village de Prevalje en Yougoslavie (aujourd'hui en Slovénie) à la limite de la frontière autrichienne, est le théâtre d'une série d'engagements entre les partisans yougoslaves et les forces de l'Axe. 

## Ordre de bataille
Les forces de l'Axe (plus de 30 000 hommes), en pleine retraite, se composaient d'unités de la Wehrmacht, de Croates, de l'Armée populaire monténégrine (anciens Tchetniks et survivants de la bataille de Lijevče polje) et de forces de la Garde nationale slovène ainsi que d'autres collaborationnistes et même des civils qui tentaient de s'échapper en Autriche sous contrôle britannique.
Côté yougoslave, des éléments de la 11e Brigade d'assaut dalmate furent engagés pour tenter de les intercepter.

## Déroulement de la bataille
La bataille débute le 14 mai. Après une journée d'intenses combats et l'arrivée de 20 chars britanniques dans la région, des négociations prennent place entre les deux camps dans l'après-midi du 15 mai, qui se soldent par la capitulation des dernières forces de l'Axe. L'Axe perdit 350 tués et 250 blessés tandis que les partisans yougoslaves perdirent environ 100 tués et blessés lors de la bataille.